# Cuora yunnanensis
Cuora yunnanensis је гмизавац из реда Testudines.

## Угроженост
Ова врста је изумрла, што значи да нису познати живи примерци. Године 2004. један живи примерак је откривен, али се врста и даље сматра изумрлом или критично угроженом.

## Распрострањење
Ареал врсте је био ограничен на једну државу. 
Кина је била једино познато природно станиште врсте.

## Станиште
Ранија станишта врсте су била слатководна подручја.